# Laird Hamilton

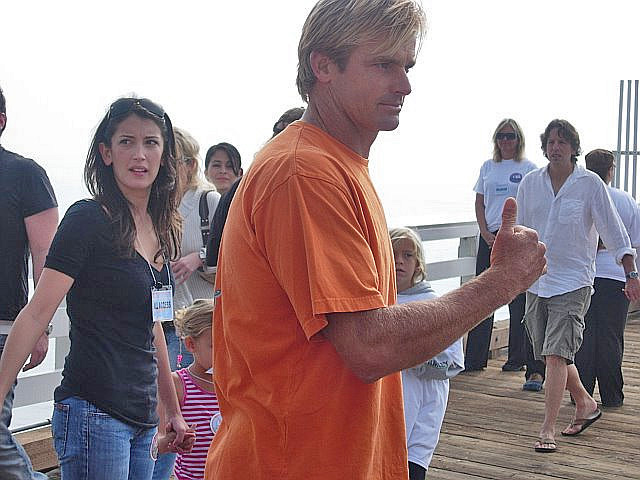
Laird Hamilton (2007)

Laird Hamilton (* 3. Februar 1964 in San Francisco als Laird John Zerfas) ist einer der einflussreichsten „Big Wave“-Surfer des 21. Jahrhunderts. Er hat Wellen bis zu 22 Metern Höhe bei Geschwindigkeiten von 80 km/h gesurft.

## Biografie
L.G. Zerfas, Hamiltons Vater griechischer Abstammung, verließ die Familie noch vor dem ersten Geburtstag seines Sohnes. Kurz darauf zog seine Mutter Joann mit ihrem Kind nach Hawaii. Er wuchs an der Nordküste von Oʻahu, Hawaii auf.
Hamilton lernte seinen späteren Adoptiv-Vater Bill Hamilton (* 27. August 1948), einen legendären Big-Wave-Pro-Surfer 1967, im Alter von 3 Jahren am Strand von Ehukai in Hawaii kennen. Bill sah den Jungen in den Wellen spielen und lud ihn ein, auf seinen Schultern mitzusurfen. Hamilton bot seinem zukünftigen Adoptiv-Vater anschließend an, ihn nach Hause zu begleiten, um seine Mutter kennenzulernen. Joann und Bill heirateten sechs Monate später. 1969 wurde Hamiltons Halbbruder Lyon Hamilton geboren. Schon in seiner Kindheit scheute Laird Hamilton keine sportlichen Extreme: im Alter von 8 Jahren bat Hamilton seinen Vater, mit ihm eine 18 Meter hohe Klippe an den Waimea Wasserfällen zu besuchen, wo die Surfer ihren Mut durch einen Sprung in die Lagune unter Beweis stellten. Er beließ es nicht beim Zuschauen, sondern sprang selbst hinunter.
Nachdem Hamilton mit 16 Jahren die Schule abgebrochen hatte, arbeitete er zunächst als Bauarbeiter, um das nötige Geld für das Wellenreiten zu verdienen. Mit 17 Jahren wurde er an einem Strand auf Kauaʻi von einem Fotografen der italienischen „Men’s Vogue“ entdeckt. 1983 gab es ein gemeinsames Fotoshooting mit Brooke Shields.
Im November 1997 heiratete er die Profi-Volleyballspielerin Gabrielle Reece, die auch als Fotomodell und Moderatorin arbeitet. Mit ihr hat er zwei gemeinsame Kinder. Aus seiner ersten Ehe (mit der brasilianischen Modedesignerin Maria Souza) stammt eine weitere Tochter, die 1996 geboren wurde und bei ihrer Mutter lebt. Gabrielle Reece hatte wesentlichen Einfluss auf den wirtschaftlichen Erfolg ihres Mannes, indem sie ihn mit ihrem eigenen Manager Jane Kachmer, einem Talentmanager aus der Filmindustrie, bekannt machte. Kachmer sorgte für die professionelle Vermarktung von Laird Hamilton in den Medien.
Das von Hamilton mit entwickelte Tow-in surfing hat das Surfen sehr großer Wellen vollkommen verändert. Um bei den dabei entstehenden hohen Geschwindigkeiten besseren Halt auf dem Board zu finden, hat er erstmals Fußschlaufen, die vom Windsurfen bekannt sind, auf einen Wellenreiter montiert.
Hamilton ist Mitbegründer des Stand Up Paddle Surfings und gilt als Erfinder des Foilboards, bei dem ein Unterwasserflügel für Auftrieb sorgt und das Board über die Wasseroberfläche hebt.
2008 veröffentlichte er ein Buch mit dem Titel „Force of Nature: Mind, Body, Soul, And, of Course, Surfing“. Am 26. September 2013 wurde Hamilton der SUP Lifetime Achievement Award verliehen.
Im Oktober 2013 kritisierte Hamilton in einem Interview mit CNN den Big-Wave-Surfer Carlos Burle und dessen Versuch mit Maya Gabeira bei Nazaré rund dreißig Meter hohe Wellen abzureiten. Gabeira konnte zwar von Burle vor dem Ertrinken gerettet werden, habe aber „einfach nicht die Fähigkeiten, um unter derartig heftigen Bedingungen zu fahren“. Burles eigenen Versuch diese Wellen zu reiten kommentierte er mit den Worten: „Um einen Weltrekord aufzustellen, muss man die Fahrt auf der Welle auch schaffen [Burle war in der Welle gestürzt] […] daher hatte er höchstens einen Wipeout auf der größten Welle, die je jemand geritten ist“. Gabeira kommentiere den Vorwurf sie sei überfordert gewesen in einem Interview: „Ja, diese Sprüche höre ich mir schon seit Jahren an. […] Beim Big-Wave-Surfen sehe ich mich als Athlet – unabhängig vom Geschlecht.“

## TV/Film
Hamilton sollte als Nachfolger von Dolph Lundgren die Rolle des He-Man in der nicht realisierten Fortsetzung zu Masters of the Universe übernehmen.
Laird Hamilton wirkte unter anderem im Film Waterworld (1995) als Stunt-Double für Kevin Costner und im Dokumentarfilm Riding Giants (2004) mit. Außerdem ist er in der Eröffnungssequenz des James-Bond-Kinofilms Stirb an einem anderen Tag (2002) als Stunt-Double für Pierce Brosnan in Jaws und im Film Point Break aus dem Jahr 2015 zu sehen.
2007 war Hamilton mit seiner Frau sowie Serena Williams und dem ehemaligen NFL-Quarterback John Elway Teil der ABC-Reality-TV-Serie Fast Cars and Superstars. 2011 spielte er in The Descendants als „Tony Cock“ eine kleine Rolle.

## Teahupoʻo
Die Welle von Teahupoʻo vor der Küste von Tahiti gilt aufgrund ihres hohen Volumens als extrem gefährlich, wenn sie die 3-Meter-Grenze überschreitet. Sie bricht über einem scharfkantigen Korallenriff in 50 cm flachem Wasser. Wenn man vom Board fällt, besteht Gefahr für Leib und Leben.
Hamiltons Ritt dieser Welle am 17. August 2000 ist im Film Riding Giants zu sehen und brachte ihm ein Titelfoto im Surfer Magazine mit dem Titel „oh my god…“ ein.